# Macrolobium gracile
Macrolobium gracile är en ärtväxtart som beskrevs av George Bentham. Macrolobium gracile ingår i släktet Macrolobium och familjen ärtväxter. IUCN kategoriserar arten globalt som livskraftig.

## Underarter
Arten delas in i följande underarter:
- M. g. confertum
- M. g. debile
- M. g. gracile
- M. g. machadoense